# De brouwers
De brouwers is een artistiek kunstwerk in Amsterdam-Centrum.

## Geschiedenis
Het kunstwerk bestaat uit een gevelhoge beschildering van het gebouw Hoogte Kadijk 150, onderdeel van het rijksmonument met de naam Sibbelwoningen. Die woning op 150 heeft aan de oostkant een blinde gevel aan een steeg die de verbinding vormt tussen de Hoogte en Laagte Kadijk. Deze gevel is vrijwel aan het zicht onttrokken en was jarenlang het slachtoffer van de cyclus graffiti plaatsen, reinigen, opnieuw graffiti etc. Bewoners en eigenaar van de panden Lieven de Key wilden een permanente oplossing voor dat probleem.
Aan de in 1984 te Utrecht geboren, maar vanuit Rotterdam werkende Gino Bud Hoiting werd gevraagd voor dit complex een muurschildering te ontwerpen en uiteindelijk zetten. Gino Bud Hoiting, van wie ander werk te zien is in Almere, haalde zijn inspiratie uit de eerste bewoners van de Sibbelwoningen; dat waren de brouwers van brouwerij De Gekroonde Valk, die hier gevestigd was. Gino zag daarbij de gevel die eindigt in een korte (oorspronkelijke) schoorsteen als een flesvorm. 

## Omschrijving
Opmerkelijk is dat de muurschildering alleen uitgevoerd is in zwart-wit. Dit komt mede door de door hem gehanteerde stijl bekend als klare lijn, Joost Swarte en Dick Bruna ziet Gino dan ook als zijn leermeesters. Gino beeldde af:
- liggende vaten (plint)
- daarboven een kar met vaten, waarop een man zit
- rechts daarvan een fles tot aan de nok
- links op de fles is afgebeeld een man die een vat draagt
- rechts op de fles is afgebeeld een gestileerd beeldmerk van De Gekroonde Vlak
- de flessenhals is voorzien van een kamertje met stoel en tafel waarop glas en fles
- dit alles wordt gadegeslagen door een vrouw op hoge hakken die naar het tafereel kijkt
- in de plint zijn nog een kat en muis afgebeeld.

De muurschildering geldt als proefexemplaar om te kijken of deze schildering graffitispuiters op afstand houdt; de proefperiode is vijf jaar.

## Van de dijk af

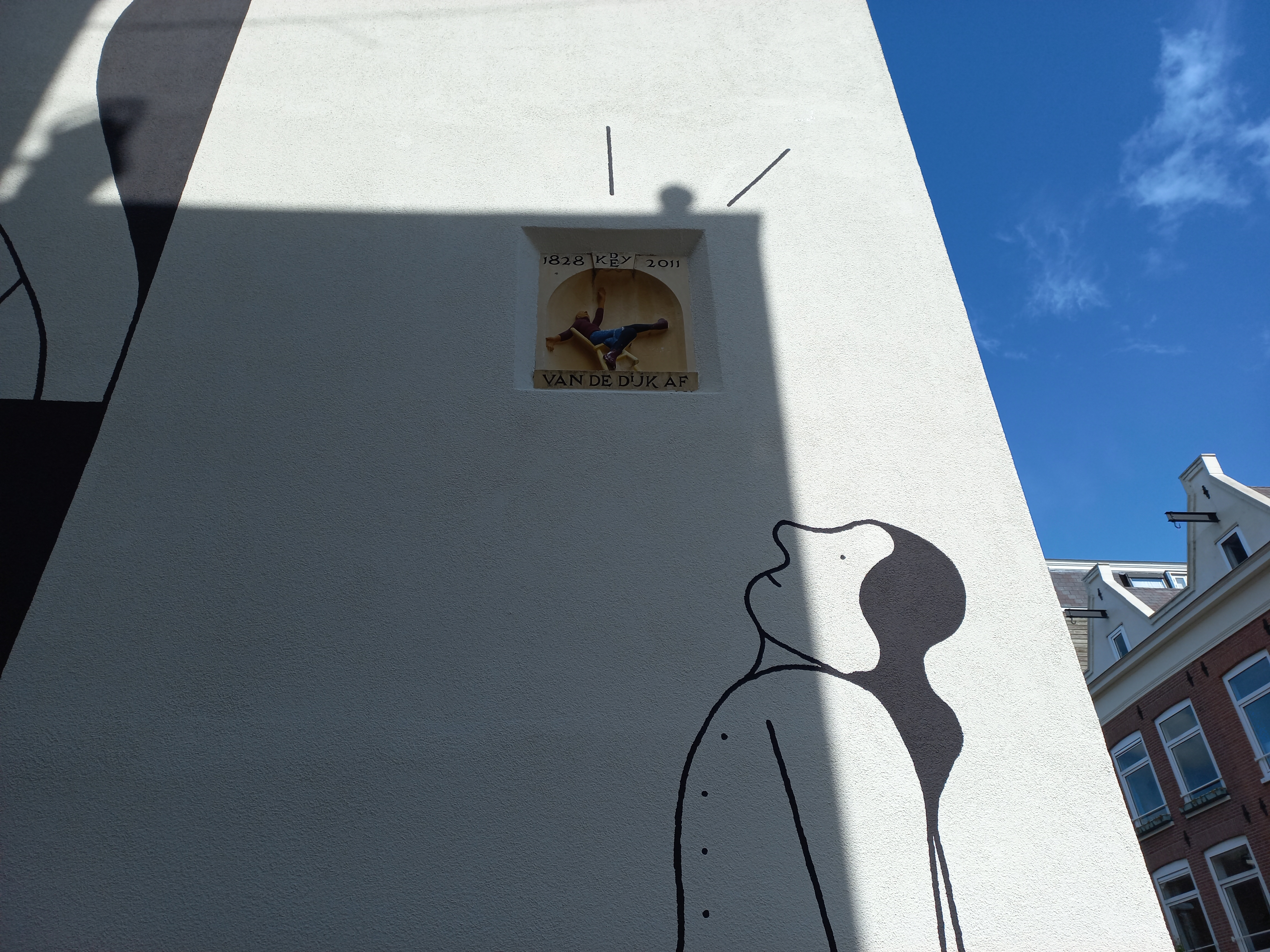
Iemand kijkt naar Van de dijk af (juli 2023)

Gino zag zich wel geconfronteerd met een gevelsteen. Deze dateert niet uit de periode dat de woningen gebouwd zijn (rond 1828), maar uit 2011, toen een renovatie werd afgesloten. Aan stadsbeeldhouwer Hans 't Mannetje werd gevraagd een gevelsteen te ontwerpen. 't Mannetje liet zich inspireren door de aflopende hellende steeg naast Hoogte Kadijk 150. Die steeg verzorgt het hoogteverschil tussen de Hoogte en Laagte Kadijk. De titel verwijst opnieuw naar dat verschil; de woningen aan de Hoogte Kadijk leken van paalfundering af te glijden naar de Laagte Kadijk. 't Mannetje gaf dit weer door middel van een mannetje die met stoel omvalt. Die gevelsteen dreigde door een laag isolatiemateriaal opgeslokt te worden. Gino loste het op, door eromheen werken, hij legde daarbij tevens een accent aan in zijn werk die de aanwezigheid van de gevelsteen benadrukt. De eerder omschreven vrouw kijkt naar de gevelsteen, die nog eens met accentlijnen naar voren wordt gehaald.     
De Valk is hier overigens vaker te zien. Nabij Hoogte Kadijk 71-73 staat een zuil met een valk als beeld, direct naast een gebouw met een reclameschildering.